# Équipe d'Albanie masculine de basket-ball
Cet article traite de l'équipe masculine. Pour l'équipe féminine, voir Équipe d'Albanie féminine de basket-ball.
Maillots
L'équipe d'Albanie masculine de basket-ball (Albanian: Kombëtarja e basketbollit të Shqipërisë) est l'équipe nationale qui représente la  Albanie dans les compétitions internationales masculine de basket-ball. Elle est placée sous l'égide de la Fédération albanaise de basket-ball (FSHB). L'équipe est affiliée à la FIBA depuis 1947. Son surnom est "Shqiponjat", ce qui signifie « Les Aigles ».
L'équipe d'Albanie ne s'est jamais qualifiée pour les Jeux olympiques, ni pour la coupe du monde. Elle a en revanche participé deux fois au championnat d'Europe : elle a terminé 14e en 1947 et 16e en 1957.

## Résultats

### Palmarès
| Compétitions mondiales                             | Compétitions continentales                                                      | Autres compétitions           |
| -------------------------------------------------- | ------------------------------------------------------------------------------- | ----------------------------- |
| - Jeux olympiques - Néant - Coupe du monde - Néant | - EuroBasket - Néant - Championnat d'Europe des petits pays - Finaliste en 2006 | - Jeux méditerranéens - Néant |